# Nuevos Historiadores
Los Nuevos Historiadores (en hebreo: ההיסטוריונים החדשים‎, HaHistoryonim HaJadashim) son un grupo de historiadores israelíes que han desafiado las versiones tradicionales de la historia de Israel, incluyendo su papel en el éxodo palestino en 1948 y la voluntad árabe de discutir la paz. El término fue acuñado en 1988 por Benny Morris, uno de los principales nuevos historiadores. Según Ethan Bronner, del The New York Times, los Nuevos Historiadores han tratado de avanzar el proceso de paz en la región.
Gran parte de las fuentes primarias utilizadas por el grupo proviene de los documentos del gobierno israelí que estaban nuevamente disponibles como resultado de ser desclasificados treinta años después de la fundación de Israel. La percepción de una nueva corriente historiográfica surgió con las publicaciones de 4 estudiosos en los años ochenta: Benny Morris, Ilan Pappé, Avi Shlaim y Simha Flapan. Posteriormente muchos otros historiadores y sociólogos históricos, entre ellos Tom Segev, Hillel Cohen, Baruj Kimmerling, Joel Migdal, Idit Zertal, Shlomo Sand, han sido identificados con el movimiento.
Inicialmente rechazados por el público, los Nuevos Historiadores eventualmente ganaron legitimidad en Israel en los años noventa. Algunas de sus conclusiones han sido incorporadas a la ideología política de los post-sionistas. Las opiniones políticas de los historiadores individuales varían, al igual que los períodos de la historia de Israel en los que se especializan.

## Principales argumentos
Avi Shlaim describió las diferencias de los Nuevos Historiadores de lo que él llamó la «historia oficial» en los siguientes términos. Según Shlaim:
- La versión oficial decía que los británicos trataron de impedir el establecimiento de un Estado judío; los Nuevos Historiadores afirman que trataron de impedir el establecimiento de un Estado palestino.
- La versión oficial decía que los palestinos huían de sus casas por su propia voluntad; los Nuevos Historiadores afirman que los refugiados fueron perseguidos o expulsados.
- La versión oficial decía que el equilibrio de poder estaba a favor de los árabes; los Nuevos Historiadores afirman que Israel tenía la ventaja tanto en recursos humanos como en armamento.
- La versión oficial decía que los árabes tenían un plan coordinado para destruir a Israel; los Nuevos Historiadores afirman que los árabes estaban divididos.
- La versión oficial decía que la intransigencia árabe impedía la paz; Los Nuevos Historiadores afirman que Israel es el principal culpable del «callejón sin salida».[6]

Pappé sugiere que los líderes sionistas tenían la intención de desplazar a la mayoría de los árabes palestinos; Morris señala que el desplazamiento ocurrió en el fragor del conflicto. Según los Nuevos Historiadores, tanto Israel como los países árabes tienen cada uno su parte de responsabilidad en el conflicto árabe-israelí y la situación palestina.

## Influencia en la narrativa histórica tradicional israelí y la opinión pública
Michal Ben-Josef Hirsch sostiene que, antes del advenimiento de los Nuevos Historiadores, «los israelíes sostuvieron una narración histórica unilateral de las circunstancias que llevaron a la creación del problema de los refugiados palestinos y que cualquier otra contra-narrativa era tabú». Las conclusiones de los Nuevos Historiadores, y el amplio debate que provocaron, terminaron con ese tabú y cambiaron la forma en que el problema de los refugiados palestinos y sus causas eran vistos en Israel. Afirma que la narrativa tradicional israelí, que los árabes fueron responsables del éxodo de los palestinos, se sostuvo desde 1948 hasta finales de los años noventa. Señala que los argumentos de los Nuevos Historiadores desafiaron significativamente esa narrativa, llevando a un amplio debate tanto en la academia como en el discurso público más amplio, incluyendo periodistas y columnistas, políticos, figuras públicas y el público en general.
Ben-Josef Hirsch cree que se ha producido un cambio significativo en la manera en que la cuestión de los refugiados palestinos era vista en la sociedad israelí desde finales de los años noventa, con una narrativa más compleja que es más aceptada; reconoce que hubo casos en que las fuerzas israelíes expulsaron a los palestinos con el conocimiento y la autorización de los dirigentes israelíes. Ben-Josef Hirsch atribuye ese cambio a la labor de los Nuevos Historiadores y el debate resultante.
Los Nuevos Historiadores se ganaron el respeto de la academia en la década de 1990. Una serie de la televisión estatal en 1998, conmemorando el quincuagésimo aniversario de Israel, sacó mucho de su trabajo, al igual que los libros de texto de los alumnos de noveno grado en 1999.
Los críticos de los Nuevos Historiadores han reconocido este cambio. Avi Beker, escribiendo en el The Jerusalem Post, afirma que el efecto de los Nuevos Historiadores sobre la historia del conflicto árabe-israelí «no puede ser exagerado». Él dice que el trabajo de los Nuevos Historiadores es ahora la corriente principal en la academia, y que su influencia no se limita a los círculos intelectuales. Para ilustrar su punto de vista, cita ejemplos de cambios en los libros de texto escolares israelíes a las acciones de los líderes políticos israelíes y los acontecimientos en el proceso de paz.

## Críticas
Los escritos de los Nuevos Historiadores han sido objeto de repetidas críticas, tanto de historiadores israelíes tradicionales que los acusan de fabricar fechorías sionistas, como de escritores árabes o pro árabes que los acusan de blanquear la verdad sobre el mal comportamiento sionista. Efraim Karsh los ha acusado de ignorar las preguntas que él dice son críticas: ¿Quién comenzó la guerra? ¿Cuáles eran sus intenciones? ¿Quién fue forzado a montar una defensa? ¿Cuáles fueron las bajas de Israel?
A principios de 2002, el más famoso de los Nuevos Historiadores, Benny Morris, revirtió públicamente algunas de sus posiciones políticas personales, aunque no ha retirado ninguno de sus escritos históricos. Morris dice que no utilizó gran parte del material de archivo recientemente disponible cuando escribió su libro: «Al escribir The Birth of the Palestinian Refugee Problem 1947–1949 a mediados de los años ochenta, no tenía acceso a los materiales del IDFA (Archivo de las FDI) ni al Archivo de la Haganá, ni a los preciosos materiales militares o de primera mano depositados en otra parte».
Anita Shapira ofrece las siguientes críticas:
Una de las acusaciones más graves contra los «Nuevos Historiadores» se refiere a su escaso uso de fuentes árabes. En un movimiento preventivo, [Avi] Shlaim señala al principio de su nuevo libro que su enfoque está en la política israelí y en el papel israelí en las relaciones con el mundo árabe y que, por lo tanto, no tiene necesidad de documentos árabes. [Benny] Morris afirma que es capaz de extrapolar las posiciones árabes de la documentación israelí. Ambos autores hacen uso escaso de las fuentes árabes originales, y la mayoría de tales referencias citadas están en la traducción inglesa [...] Escribir la historia de las relaciones entre Israel y el mundo árabe casi exclusivamente sobre la base de la documentación israelí da como resultado obvias distorsiones. Cada plan de contingencia israelí, cada parpadeo de una idea extravagante expresada por David Ben-Gurión y otros planificadores israelíes, encuentra su camino en la historia como evidencia concluyente de los planes del estado sionista para la expansión. Lo que sabemos de los planes de Nasser con respecto a Israel, por el contrario, deriva únicamente de fuentes secundarias y terciarias.
El historiador israelí Yoav Gelber criticó a los Nuevos Historiadores en una entrevista, diciendo que, con excepción de Benny Morris, no contribuyeron a la investigación de la guerra árabe-israelí de 1948 de ninguna manera. Sin embargo, señaló que contribuyeron al discurso público sobre la guerra.

### Post-sionismo
Algunos comentaristas han argumentado que la historiografía de los Nuevos Historiadores se ha inspirado y ha dado impulso a un movimiento conocido como post-sionismo. Generalmente el término «post-sionista» es autoidentificado por los judíos israelíes que son críticos de la iniciativa sionista, y es considerado por los sionistas como socavar el ethos nacional israelí. Los post-sionistas difieren de los sionistas en muchos detalles importantes, como el estatus de la ley del retorno y otros asuntos delicados. Los post-sionistas consideran a la desposesión palestina como central para la creación del estado de Israel.
Baruj Kimmerling criticó el enfoque de «post-sionismo», argumentando que los debates alrededor del término eran «absurdos y semiprofesionales, y principalmente políticos». Según Kimmerling, el término se ha aplicado arbitrariamente a cualquier investigación sobre la historia, la sociedad o la política israelí que fuera crítica o percibida como crítica. Kimmerling considera esta discusión como perjudicial para la investigación en estas áreas, porque ubica al foco lejos de la calidad y del mérito de los académicos, y lo ubica en si el trabajo se debe calificar como sionista o post-sionista. Además, Kimmerling señala que los académicos eran desviados de investigar seriamente cuestiones polémicas y que el ambiente que esto fomentaba inhibía la investigación de académicos más jóvenes, que temían ser etiquetados como pertenecientes a uno de los dos grupos.

### Benny Morris
- Los «Antiguos Historiadores» vivieron 1948 como participantes adultos altamente comprometidos en el renacimiento épico y glorioso de la comunidad judía. No pudieron separar sus vidas de este acontecimiento histórico, siendo incapaces de considerar imparcial y objetivamente los hechos y procesos sobre los que más tarde escribieron.[16]
- Los «Antiguos Historiadores» han escrito en gran medida sobre la base de entrevistas y memorias y, en el mejor de los casos, hicieron uso de grupos selectos de documentos, muchos de ellos censurados.[16]
- Benny Morris ha criticado a los «Antiguos Historiadores», describiéndolos en general como no realmente historiadores, ya que no produjeron historia real: «En realidad, fueron cronistas; y a menudo apologetas»,[17] y se refiere a lo produjeron como «menos franco», «engañoso» y «erróneo».[18]

## Principales debates
En unas cuantas ocasiones ha habido acalorados debates públicos entre los Nuevos Historiadores y sus detractores. Los más notables son:
- Benny Morris y Avi Shlaim contra Shabtai Teveth:

Teveth es más conocido como biógrafo de David Ben-Gurión. (Teveth, Shabtai (1990). Middle Eastern Studies 26: 214-249.; Benny Morris (1990). 1948 and After: Israel and the Palestinians; Teveth: Commentary; Morris and Shlaim: Tikkun).
- Benny Morris contra Norman Finkelstein y Nur Masalha.

Este tuvo lugar en tres artículos en el Journal of Palestine Studies Vol. 21, No. 1, otoño de 1991. Aunque reconocieron que Morris había sacado a la luz una gran cantidad de material archivado hasta entonces desconocido, Finkelstein y Masalha acusaron a Morris de presentar la evidencia con un giro prosionista. Finkelstein escribió: «Morris ha construidos un nuevo mito, uno «medio feliz» para los Viejos [Historiadores]. [...] La evidencia que Morris aduce no apoya sus templadas conclusiones. [...] La tesis central de Morris de que el problema de los refugiados árabes nació «durante la guerra, no por planificación», es desmentida por su propia evidencia que muestra que los árabes de Palestina fueron expulsados sistemáticamente y con premeditación». Masalha acusó a Morris de tratar el tema como «un debate entre sionistas que tiene poco que ver con los propios palestinos», y de ignorar la larga historia que tuvo la idea de «transferencia» entre los líderes sionistas. En su respuesta, Morris acusó a Finkelstein y Masalha de «preconceptos y prejuicios desgastados» y reiteró su apoyo a una explicación multifacética para el éxodo árabe.
- Benny Morris, Avi Shlaim y Ilan Pappé contra Efraim Karsh.

Efraim Karsh, del King's College de Londres, es editor fundador de Israel Affairs. Comenzando con un artículo en la revista Middle East Quarterly, Karsh alegó que los nuevos historiadores «distorsionan sistemáticamente la evidencia archivística para inventar una historia israelí en una imagen de su propia creación». Karsh también proporciona una lista de ejemplos donde, según él, los nuevos historiadores «trucaron, torcieron y distorsionaron» los documentos primarios. La respuesta de Shlaim defendió su análisis de las negociaciones Sionistas-Hashemitas antes de 1948. Morris declinó responder inmediatamente, acusando a Karsh de hacer una «mezcla de distorsiones, medias verdades y mentiras claras», pero publicó una larga refutación en el número de Invierno 1998 del Journal of Palestine Studies. Morris respondió a muchas de las acusaciones detalladas de Karsh, pero también devolvió la invectiva personal de Karsh, llegando incluso a comparar sus escritos con los de los negadores del Holocausto. Karsh también publicó una revisión sobre un artículo de Morris, acusándolo de «distorsiones profundamente arraigadas y penetrantes». Karsh sistemáticamente rechaza la metodología de Nuevos Historiadores como Morris en su libro Fabricating Israeli History: The 'New Historians' (2000).
- Teddy Katz contra la Brigada Alexandroni.

En 1998, Teddy Katz entrevistó y grabó testigos israelíes y palestinos de los acontecimientos en Tantura en 1948 y escribió una tesis de maestría en la Universidad de Haifa afirmando que la Brigada Alexandroni cometió una masacre en el pueblo árabe de Tantura durante la guerra árabe-israelí de 1948. Los veteranos de la brigada demandaron a Katz por difamación. Durante la audiencia judicial Katz concedió, mediante la emisión de una declaración, desdicirse de su propio trabajo. Luego trató de retractarse, pero la corte lo rechazó y falló contra él. Mientras tanto, un comité de la Universidad de Haifa afirmó haber encontrado serios problemas con la tesis, incluyendo «citas» que contradecían por los registros grabados de las entrevistas hechas por Katz. La universidad suspendió su título y le pidió que volviera a presentar su tesis. La nueva tesis recibió un pase de «segunda clase». El debate de Tantura continúa acalorado, con Ilan Pappé continuando apoyando las acusaciones de una masacre.